# Нарративный дизайнер
Нарративный дизайнер — это специалист, отвечающий за историю и повествование в разработке компьютерных игр. В его задачи входит не только создание истории игры, но и ее изложение при помощи игровых механик, а также дизайн тех механик, которые имеют прямое отношение к повествованию (что отличает нарративного дизайнера от игрового сценариста, который занимается исключительно самой историей). Впервые этот термин был использован в 2006-м году Стивеном Дайнхартом для описания вакансии в THQ, которую он позже занял:
... ищет специалиста на позицию Нарративного Дизайнера. Нарративный Дизайнер должен будет следить за тем, чтобы ключевые элементы игрового опыта, связанные с историей и повествовательными механиками, сценарием и речью были динамичными, интересными и убедительными. Тесно работая с другими дизайнерами команды, нарративный дизайнер будет связующим звеном с внешними сценаристами на всем протяжении проекта, а также будет ответственен за то, чтобы сотрудничество с этими сценаристами было максимально продуктивным
Точный перечень обязанностей нарративного дизайнера разнится от проекта к проекту, но некоторые вещи остаются неизменными: нарративный дизайнер должен отстаивать интересы истории в процессе разработки, создавать убедительные элементы повествования и разрабатывать системы, доносящие эти элементы до игрока. 
Работа нарративного дизайнера принципиально отличается от работы специалистов, занимающихся другими формами повествования, так как создаваемые им истории интерактивны, то есть возникают посредством навигации игроком игрового пространства. Для достижения нужного эффекта нарративный дизайнер использует не только текст, звук и изображение, но и правила игры: например, механики, ставящие игрока в позицию совершения морального выбора.